# Blee Motors
Blee Motors war ein britischer Hersteller von Automobilen.

## Unternehmensgeschichte
Dave Brooks, Richard Martin und John Woolatt gründeten 1986 das Unternehmen in Killingworth in der Grafschaft Tyne and Wear. Sie begannen mit der Produktion von Automobilen, Motorrädern und Kits. Der Markenname lautete Unicorn. 1989 endete die Produktion. Insgesamt entstanden etwa vier Exemplare.

## Fahrzeuge
Das Modell Blee war vom Lotus Seven inspiriert. Die offene zweisitzige Karosserie bestand aus Aluminium. Die vorderen Kotflügel waren mitlenkend ausgelegt. Viele Teile kamen vom Morris Marina. Zwischen 1986 und 1987 entstand ein Exemplar.
Zwischen 1988 und 1989 stand ein Kit-Motorrad im Angebot und fand drei Käufer. Der Rahmen sah aus wie jener der Yamaha FJ 900. Viele Teile kamen von Suzuki GS 500 E, so auch der Viertaktmotor.